# Vislumbres de la India
Vislumbres de la India es un ensayo del escritor mexicano Octavio Paz publicado en 1995. 

## Reseña
Si en La llama doble (1993) Paz había atendido a la relación entre amor y erotismo y a su significado último, en Vislumbres de la India llevó a cabo una recapitulación no solo de su periodo de residencia continuada en dicha nación ―ante la que fue embajador desde 1962 hasta 1968― y sus viajes anteriores y posteriores a ella, sino también de la huella cultural, artística, política y filosófica que la India ha dejado en su vivencia, y, más allá o más acá de ello, un examen de qué cosa sea en sí la India.
Una India vivida en cuanto experiencia personal, en los reveladores capítulos autobiográficos que abren y cierran el volumen; una India, por otro lado, examinada en su complejidad nacional, religiosa e histórica. Testimonio de la agudeza analítica de Paz, Vislumbres de la India supone además un reto para el lector occidental: al ampliar nuestro horizonte mediante la presentación de una realidad tan distinta como la del inmenso país, nos incita también a ahondar en la fértil discrepancia entre nuestra visión del mundo y las que ahí imperan, a trazar analogías o a perfilar contrastes que, al subvertir nuestra rutina, pueden acaso permitirnos ver en nuestro entorno fecundas posibilidades latentes. El diálogo con la India es así, en la lúcida y diáfana prosa de Octavio Paz, también un diálogo con la condición humana, también un diálogo con nosotros mismos.

## Contenido (índice)
- Los antípodas de ida y vuelta
  - Bombay
  - Delhi
  - Regreso

- Religiones, castas, lenguas
  - Rama y Alá
  - Matriz cósmica
  - Babel

- Un proyecto de nación
  - Festines y ayunos
  - Singularidad de la historia india
  - Gandhi: centro y extremo
  - Nacionalismo, secularismo, democracia

- Lo lleno y lo vacío
  - La apsara y la iakshi
  - Castidad y longevidad
  - Crítica de la liberación
  - Los artilugios del tiempo

- Despedida

- Apéndice
  - Kaviá: 25 epigramas
  - Epigramas

- Datos: Q6163942